# Debbie-Ann Parris
Debbie-Ann Parris, encore appelée Debbie-Ann Parris-Thymes, née le 24 mars 1973 à Trelawny, est une athlète jamaïcaine spécialiste du 400 m haies.

## Palmarès

### Jeux olympiques
- 4e sur 400 m haies aux Jeux olympiques d'été de 1996 à Atlanta
- 7e aux demi-finales des 400 m haies aux Jeux olympiques d'été de 2004 à Athènes[1]

### Championnats du monde
aux 400 m haies :
- 5e en 1997 à Athènes
- 8e en 1999 à Séville
- 5e en 2001 à Edmonton
- 4e en 2005 à Helsinki

au relais 4 × 400 m :  Médaille d'or en 2001

### Jeux du Commonwealth
Médaille d'argent aux Jeux du Commonwealth de 2002 à Manchester aux 400 m haies

### Championnats nationaux
Médaille d'or en 2001, 2002, 2004 et 2005 aux 400 m haies

### Autres
- Championnats du monde junior d'athlétisme 1992 à Séoul
  - 8e au 400 mètres haies
  -  Médaille d'argent au 400 m
  -  Médaille d'argent aux 4 × 400 m

## Vie privée
Elle est la cousine du sprinter Warren Weir.